# Gregory Hatanaka
Gregory Hatanaka är en oberoende filmskapare och filmdistributör som är verksam i Los Angeles, Kalifornien.

## Karriär
Gregory Hatanaka är grundaren av filmdistributions- och produktionsbolaget Cinema Epoch. Han började jobba med filmdistribution hos Headliner Productions, där han arbetade med nyutgåvor av filmer av regissören Edward D. Wood Jr. Han grundade Phaedra Cinema för att distribuera internationella filmer i USA. Med en specialisering på kultfilmer har bolaget släppt filmer som Toshimichi Ohkawas Nobody, Cha Chuen Lees Triad Story, Jimmy Wang Yus Master of the Flying Guillotine (1975) och Toshiharu Ikedas Evil Dead Trap. Hatanaka har sagt följande om sitt intresse för asiatiska kultfilmer: "Jag gick i min barndom på bio och såg Sonny Chibas filmer - jag har alltid haft en passion för det".
Phaedra films släppte 1998 Nikkatsu Corporations softcoreporrfilmer Wife to be Sacrificed (1974) av Masaru Konuma och A Woman Called Sada Abe (1975) av Noboru Tanaka. Filmerna hade premiär i San Francisco i juni 1998 och fick väldigt fina recensioner. Gregory Hatanaka samarbetade med distributionsbolaget Circle Releasing i utgivningen av John Woos The Killer (1989) under ledning av kriminalförfattaren George Pelecanos. Därpå följde filmerna Violent Blue (2011) och Blue Dream (2013). Han distribuerade även den kritikerrosade filmen The Terrorist av Santosh Sivan (1997), vilken presenterades av John Malkovich. Han har också distribuerat filmer av filmskapare och regissörer som Satyajit Ray, Claude Chabrol, Andre Techine och Leni Riefenstahl. Bland skådespelarna i dessa filmer märks Catherine Deneuve, Ewan McGregor, Billy Bob Thornton, Vince Vaughn, Colin Firth, Bridget Fonda, Isabelle Adjani, Catherine Zeta-Jones, Isabelle Huppert och Gérard Depardieu.

## Filmografi

### Som regissör
- Until the Night (2004)
- Mad Cowgirl (2006)
- Violent Blue (2011)
- Blue Dream (2013)
- Hunter (2015)
- Samurai Cop 2: Deadly Vengeance (2015)
- Darling Nikki (2016)

### Som distributör
- Agantuk av Satyajit Ray
- A Woman Called Sada Abe av Noboru Tanaka med Junko Miyashita i en av rollerna[5]
- Black Cat av Stephen Shin
- Blood Tea and Red String av Christiane Cegavske
- Blue Juice av Carl Prechezer
- Butterfly av Matt Cimber
- Fever Pitch av Nick Hornby
- Gozu av Takashi Miike
- La separation av Christian Vincent
- L'Ennui av Cedric Kahn
- Les Biches av Claude Chabrol
- Life Tastes Good av Philip Kan Gotanda
- Master of the Flying Guillotine av Jimmy Wang Yu
- Mikres Aphrodites av Nikos Koundouros
- My Favorite Season av Andre Techine
- Olympia av Leni Riefenstahl
- Private Lessons av Alan Myerson
- R'Xmas av Abel Ferrara
- Samurai Cop av Amir Shervan
- South of Heaven, West of Hell av Dwight Yoakam
- Spring in a Small Town av Fei Mu
- The Killer av John Woo
- The Sinister Urge av Edward D. Wood, Jr.
- The Terrorist av Santosh Sivan
- Tokyo Decadence av Ryu Murakami
- Un pont entre deux rives av Gérard Depardieu
- Wife to Be Sacrificed av Masaru Konuma med Naomi Tani i en av rollerna